# جودل دی۹
جودل دی۹ (به انگلیسی: Jodel_D9) یک هواگرد ملخ‌پیشین تک‌موتوره از نوع Ultralight monoplane ساخت شرکت Jodel است. هواگرد جودل دی۹ نخستین پروازش را در ۲۲ ژانویه ۱۹۴۸ میلادی انجام داد. این هواگرد در سال ۱۹۴۸ میلادی رسماً معرفی گردید. در مجموع، تعداد ۵۰۰+ فروند از این هواگرد ساخته شده‌است.
طراح این هواگرد، Jean Délémontez بود.